# تشارلز هورفاث
تشارلز هورفاث (بالإنجليزية: Charles Horvath)‏ هو لاعب كرة قدم وممثل مجري وأمريكي، ولد في 2 فبراير 1940 في المجر.

## وصلات خارجية
- تشارلز هورفاث على موقع ناشيونال فوتبول تيمز (الإنجليزية)